# Bisaltes obliquatus
Bisaltes obliquatus là một loài bọ cánh cứng trong họ Cerambycidae.